# 翟暖暉
翟暖暉（1919年11月25日—2013年1月9日），香港作家，廣東番禺人。1947年移居香港，其後與友人創辦宏豐圖書公司，編撰中文中學理科教科書。

## 經歷
「六七暴動」期間，港英政府於1967年8月以「刊登煽動性文字」之罪名，查封三份左派報紙《田豐日報》、《香港夜報》和《新午報》，翟暖暉當時為南昌印務公司經理，該公司有份承印有關左報，他亦因此於8月9日與另外四外左派報人李少雄、胡棣周、潘懷偉及陳艷娟一同被捕，判入獄三年。後於1969年9月6日獲釋，創辦《廣角鏡》政論雜誌。1983年起出任全國政協委員，及至1989年六四事件發生後，翟氏便沒再出席會議。2005年參與爭取香港普選大遊行。2012年底，因突發性心衰竭送院留醫，延至翌年1月9日早上病逝，終年93歲。

## 外部連結
- 翟暖暉葬禮悼文 （页面存档备份，存于）
- 1967年提及翟暖暉之報章社論 （页面存档备份，存于）
- 86歲兩任政協用腳爭普選　老左也上街 （页面存档备份，存于）
- 品味蘋果︰翟暖暉六七往事  （页面存档备份，存于）